# Dityramb

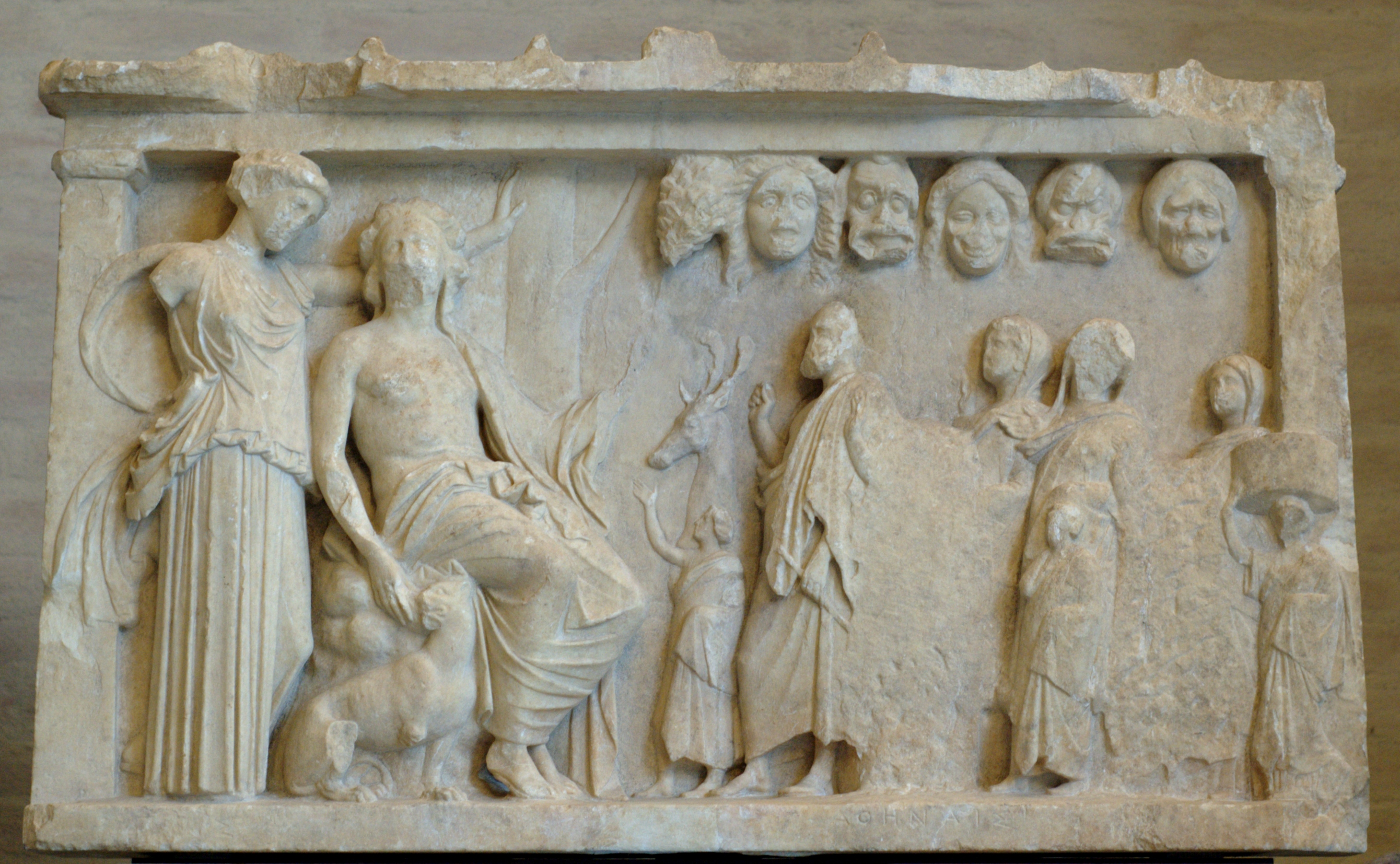
Attisk relief från 300-talet före Kristus som visar en aulosspelare och hans familj framför Dionysos

Dityramb, även stavat dithyramb, är en körlyrisk och lyrisk genre, som från början var en jubelhymn till Dionysos, fruktbarhetsguden som senare blivit alltmer uppfattad som vinets gud. 
Från den urgamla dityramben anses både tragedin och komedin ha sin uppkomst. Dityramb bestod i början av poesi, musik och dans. Den var en kollektiv dans där femtio dansörer dansade i ring medan en solist som spelade Dionysos själv sjöng ensam mot kören. Enligt traditionen skapades dityramb i Korinth av Arion och spred sig sedan i hela Grekland tillsammans med Dionysoskulten. Från och med 600-talet f.Kr. blev den föremål för tävling mellan poeter under Dionysos heliga fester.
Sambandet mellan dityramben och tragedin utgör även idag en gåta för filologerna trots långtgående spekulationer kring ämnet. Friedrich Nietzsche skrev den första moderna uppsatsen som tar itu med detta problem. Hans verk Tragedins födelse (1872) blev i början mycket kritiserat men utgör i dag en betydande referenspunkt inom den klassiska filologin.
1906 utgav Vilhelm Ekelund diktsamlingen Dithyramber i aftonglans. Tillsammans med odet och hymnen hörde dityramben för honom till de stora lyriska formerna.